# خلیج سکوت
خلیج سکوت (به انگلیسی: Bay of Silence) یک فیلم سینمایی دلهره‌آور محصول مشترک انگلستان، ایتالیا و آمریکا تولید سال ۲۰۲۰ به کارگردانی پاولا فان در اوست از فیلمنامه کارولین گودال که براساس رمانی به همین نام ساخته لیزا سنت اوبین دو تران ساخته شده‌است.

## بازیگران
- کلیس بنگ در نقش ویل والش
- اولگا کوریلنکو در نقش روزالیند پالیزر
- آلیس کریج در نقش ویویان پالیزر
- اسعد بوآب در نقش پیر لوران
- برایان کاکس در نقش میلتون هانتر
- کارولین گودال در نقش مارسیا
- دانکن داف به عنوان سرپرست

## خلاصه داستان
ویل باور دارد که همسرش روزالیند مظنون قتل پسرش نیست. فقط برای کشف گذشته و حقیقت در مورد او تحقیق می‌کند و به یک جنایت لاینحل بر می‌خورد و…

## تولید
در آوریل ۲۰۱۸، اعلام شد کلیس بنگ، اولگا کوریلنکو و برایان کاکس به جمع بازیگران فیلم پیوستند.
فیلمبرداری اصلی در ژوئیه ۲۰۱۸ آغاز شد.